# Rhynchospora brasiliensis
Rhynchospora brasiliensis là loài thực vật có hoa trong họ Cói. Loài này được Boeckeler miêu tả khoa học đầu tiên năm 1879.